# Something's Going On
"Something's Going On" é o terceiro álbum da ex-vocalista do grupo ABBA, Anni-Frid Lyngstad (mais conhecida como Frida). Foi primeiro trabalho de Frida no idioma inglês.
Em 1982, o ABBA encontrava-se em fim de carreira e os integrantes passavam menos tempo juntos. Frida achou que era o bom momento de gravar um novo disco solo.
A seu pedido, a Polar Music convidou o cantor e compositor Phil Collins, ex-integrante do grupo Genesis, para produzir o disco, e realizou uma campanha maciça para promovê-lo.
Gravado no estúdio da Polar Music e lançado em setembro de 1982, “Something's Going On” acabou sendo um grande sucesso na Europa, Estados Unidos, Austrália, Costa Rica e África do Sul. Vendeu 1 milhão e meio de cópias em todo mundo, tornando-se na época, dentre os trabalhos solo realizados pelos membros do ABBA, o de maior sucesso.
Além de produzi-lo, Phil Collins compôs para o projeto a canção “You Know What I Mean”. Fez também um dueto com Frida em “Here We'll Stay”, sendo que sua participação na canção não fora creditada. “Here We´ll Stay” foi lançada posteriormente como single, só que numa versão cantada somente por Frida, ou seja, sem a presença de Phil Collins.
Outra curiosidade é que faixa ”To Turn The Stone”, de Giorgio Moroder e Pete Bellotte, havia sido gravada originalmente por Donna Summer para o seu disco “I´m a Rainbow”, de 1981. No entanto, o disco acabou arquivado pela gravadora, permanecendo inédito até 1996.
O carro chefe de "Something Going On” é “I Know There´s Something Going On”, de Russ Balard. O single alcançou a 13º posição na Billboard e 29º posição no Radio & Records. Vendeu um total de 3 milhões e meio de cópias, fazendo com que Frida tivesse um desempenho nas paradas superior a qualquer single do ABBA lançado em 1982.     
No Brasil, “I Know There´s Something Going On” também teve seu sucesso, fazendo parte da trilha sonora internacional da novela Louco Amor (1983), de Gilberto Braga.
A versão remasterizada do disco foi lançada pela Universal Music em 2005, trazendo como faixas bônus as versões singles de “I Know There´s Something Going On” e “Here We´ll Stay”. 
Os vídeos promocionais de álbum estão incluídos no documentário Frida - The DVD.

## ÁLBUM
Faixas
LADO A:
1. "Tell Me It's Over" (Stephen Bishop) – 2:52
2. "I See Red" (Jim Rafferty) – 4:33
3. "I Got Something" (Tomas Ledin) – 4:04
4. "Strangers" (Jayne Bradbury, Dave Morris) – 4:06
5. "To Turn The Stone" (Pete Belotte, Giorgio Moroder) – 5:26

LADO B:
1. "I Know There's Something Going On" (Russ Ballard) – 5:29
2. "Threnody" (Per Gessle, Dorothy Parker) – 4:17
3. "Baby Don't You Cry No More" (Rod Argent) – 3:02
4. "The Way You Do" (Bryan Ferry) – 3:38
5. "You Know What I Mean" (Phil Collins) – 2:37
6. "Here We'll Stay" (dueto com Phil Collins) (Tony Colton, Jean Roussel) – 4:10

## CD REMASTERIZADO - 2005
Faixas
1. Tell Me It's Over" (Stephen Bishop) – 2:52
2. "I See Red" (Jim Rafferty) – 4:33
3. "I Got Something" (Tomas Ledin) – 4:04
4. "Strangers" (Jayne Bradbury, Dave Morris) – 4:06
5. "To Turn The Stone" (Pete Belotte, Giorgio Moroder) – 5:26
6. "I Know There's Something Going On" (Russ Ballard) – 5:29
7. "Threnody" (Per Gessle, Dorothy Parker) – 4:17
8. "Baby Don't You Cry No More" (Rod Argent) – 3:02
9. "The Way You Do" (Bryan Ferry) – 3:38
10. "You Know What I Mean" (Phil Collins) – 2:37
11. "Here We'll Stay" (dueto com Phil Collins) (Tony Colton, Jean Roussel) – 4:10

BONUS
1. "I Know There's Something Going On" (versão single) (Ballard) – 4:07
2. "Here We'll Stay" (versão solo) (Tony Colton, Jean Roussel) – 4:10